# فرد بي. شنايدر
فرد بي. شنايدر (بالإنجليزية: Fred B. Schneider)‏ هو عالم حاسوب ومهندس أمريكي، ولد في 7 ديسمبر 1953.